# Randall Munroe
Randall Patrick Munroe (født 17. oktober 1984) er en amerikansk programmør og skaberen af internet-tegneseriestriben xkcd. Han blev født i Easton i Pennsylvania og voksede op i Chersterfield i Virginia. Han bor nu i Massachusetts. Han gik ud af Cristopher Newport University i 2006 med en grad i fysik. Munroe arbejdede for NASA før og efter, at han var blevet færdig på universitetet, men hans kontrakt blev ikke fornyet i 2006, og han begyndte at tegne xkcd på fuldtid med finansiering af salg af xkcd-relaterede varer.